# National Hockey League 1972/1973
National Hockey League 1972/1973 var den 56e säsongen av NHL. 16 lag spelade 78 matcher i grundserien innan Stanley Cup inleddes den 4 april 1973. Stanley Cup vanns av Montreal Canadiens som tog sin 18:e titel, efter finalseger mot Chicago Black Hawks med 4-2 i matcher.
2 nya lag tillkom till denna säsong, Atlanta Flames och New York Islanders.
Svensken (Thore Robert) Bob Nyström gjorde sin första säsong i NHL med New York Islanders.
Phil Esposito, Boston Bruins, vann poängligan på 130 poäng (55 mål + 75 assist).
För första gången gjordes det över 4.000 grundseriemål totalt.

## Grundserien

### East Division
| Nr | Lag                     | S  | V  | O  | F  | GM  | IM  | MS   | P   |
| -- | ----------------------- | -- | -- | -- | -- | --- | --- | ---- | --- |
| 1  | Montreal Canadiens      | 78 | 52 | 16 | 10 | 329 | 184 | +145 | 120 |
| 2  | Boston Bruins           | 78 | 51 | 5  | 22 | 330 | 235 | +95  | 107 |
| 3  | New York Rangers        | 78 | 47 | 8  | 23 | 297 | 208 | +89  | 102 |
| 4  | Buffalo Sabres          | 78 | 37 | 14 | 27 | 257 | 219 | +38  | 88  |
| 5  | Detroit Red Wings       | 78 | 37 | 12 | 29 | 265 | 243 | +22  | 86  |
| 6  | Toronto Maple Leafs     | 78 | 27 | 10 | 41 | 247 | 279 | −32  | 64  |
| 7  | Vancouver Canucks       | 78 | 22 | 9  | 47 | 233 | 339 | −106 | 53  |
| 8  | New York Islanders (NY) | 78 | 12 | 6  | 60 | 170 | 347 | −177 | 30  |

### West Division
| Nr | Lag                     | S  | V  | O  | F  | GM  | IM  | MS   | P  |
| -- | ----------------------- | -- | -- | -- | -- | --- | --- | ---- | -- |
| 1  | Chicago Black Hawks     | 78 | 42 | 9  | 27 | 284 | 225 | +59  | 93 |
| 2  | Philadelphia Flyers     | 78 | 37 | 11 | 30 | 296 | 256 | +40  | 85 |
| 3  | Minnesota North Stars   | 78 | 37 | 11 | 30 | 254 | 230 | +24  | 85 |
| 4  | St. Louis Blues         | 78 | 32 | 12 | 34 | 233 | 251 | −18  | 76 |
| 5  | Pittsburgh Penguins     | 78 | 32 | 9  | 37 | 257 | 265 | −8   | 73 |
| 6  | Los Angeles Kings       | 78 | 31 | 11 | 36 | 232 | 245 | −13  | 73 |
| 7  | Atlanta Flames (NY)     | 78 | 25 | 15 | 38 | 191 | 239 | −48  | 65 |
| 8  | California Golden Seals | 78 | 16 | 16 | 46 | 213 | 323 | −110 | 48 |

## Poängligan
Not: SP = Spelade matcher, M = Mål, A = Assists, Pts = Poäng
| Spelare         | Lag                 | SM | M  | A  | Pts |
| --------------- | ------------------- | -- | -- | -- | --- |
| Phil Esposito   | Boston Bruins       | 78 | 55 | 75 | 130 |
| Bobby Clarke    | Philadelphia Flyers | 78 | 37 | 67 | 104 |
| Bobby Orr       | Boston Bruins       | 63 | 29 | 72 | 101 |
| Rick MacLeish   | Philadelphia Flyers | 78 | 50 | 50 | 100 |
| Jacques Lemaire | Montreal Canadiens  | 77 | 44 | 51 | 95  |
| Jean Ratelle    | New York Rangers    | 78 | 41 | 53 | 94  |
| Mickey Redmond  | Detroit Red Wings   | 76 | 52 | 41 | 93  |
| John Bucyk      | Boston Bruins       | 78 | 40 | 53 | 93  |
| Frank Mahovlich | Montreal Canadiens  | 78 | 38 | 55 | 93  |
| Jim Pappin      | Chicago Black Hawks | 76 | 41 | 51 | 92  |

## Slutspelet 1973
8 lag gör upp om Stanley Cup-bucklan, matchserierna avgjordes det i bäst av sju matcher.
|  | Kvartsfinaler         | Kvartsfinaler       |                     |   | Semifinaler | Semifinaler |  |  | Final | Final |
|  |                       |                     |                     |   |             |             |  |  |       |       |
|  |                       |                     |                     |   |             |             |  |  |       |       |
|  |                       |                     |                     |   |             |             |  |  |       |       |
|  | Montreal Canadiens    | 4                   |                     |   |             |             |  |  |       |       |
|  | Montreal Canadiens    | 4                   |                     |   |             |             |  |  |       |       |
|  | Buffalo Sabres        | 2                   |                     |   |             |             |  |  |       |       |
|  | Buffalo Sabres        | 2                   | Montreal Canadiens  | 4 |             |             |  |  |       |       |
|  |                       |                     | Montreal Canadiens  | 4 |             |             |  |  |       |       |
|  |                       | Philadelphia Flyers | 1                   |   |             |             |  |  |       |       |
|  | Philadelphia Flyers   | Philadelphia Flyers | 1                   | 4 |             |             |  |  |       |       |
|  | Philadelphia Flyers   |                     |                     | 4 |             |             |  |  |       |       |
|  | Minnesota North Stars | 2                   |                     |   |             |             |  |  |       |       |
|  | Minnesota North Stars | 2                   | Montreal Canadiens  | 4 |             |             |  |  |       |       |
|  |                       |                     | Montreal Canadiens  | 4 |             |             |  |  |       |       |
|  |                       | Chicago Black Hawks | 2                   |   |             |             |  |  |       |       |
|  | Chicago Black Hawks   | Chicago Black Hawks | 2                   | 4 |             |             |  |  |       |       |
|  | Chicago Black Hawks   |                     |                     | 4 |             |             |  |  |       |       |
|  | St. Louis Blues       | 1                   |                     |   |             |             |  |  |       |       |
|  | St. Louis Blues       | 1                   | Chicago Black Hawks | 4 |             |             |  |  |       |       |
|  |                       |                     | Chicago Black Hawks | 4 |             |             |  |  |       |       |
|  |                       | New York Rangers    | 1                   |   |             |             |  |  |       |       |
|  | Boston Bruins         | New York Rangers    | 1                   | 1 |             |             |  |  |       |       |
|  | Boston Bruins         |                     |                     | 1 |             |             |  |  |       |       |
|  | New York Rangers      | 4                   |                     |   |             |             |  |  |       |       |
|  | New York Rangers      | 4                   |                     |   |             |             |  |  |       |       |

Kvartsfinaler
Montreal Canadiens vs. Buffalo Sabres
| Datum    | Hemma              | Mål | Borta              | Mål | Not      |
| -------- | ------------------ | --- | ------------------ | --- | -------- |
| 4 april  | Montreal Canadiens | 2   | Buffalo Sabres     | 1   |          |
| 5 april  | Montreal Canadiens | 7   | Buffalo Sabres     | 3   |          |
| 7 april  | Buffalo Sabres     | 2   | Montreal Canadiens | 5   |          |
| 8 april  | Buffalo Sabres     | 5   | Montreal Canadiens | 1   |          |
| 10 april | Montreal Canadiens | 2   | Buffalo Sabres     | 3   | SD 09:18 |
| 12 april | Buffalo Sabres     | 2   | Montreal Canadiens | 4   |          |

Montreal Canadiens vann kvartsfinalserien med 4-2 i matcher
Boston Bruins vs. New York Rangers
| Datum    | Hemma            | Mål | Borta            | Mål |
| -------- | ---------------- | --- | ---------------- | --- |
| 4 april  | Boston Bruins    | 2   | New York Rangers | 6   |
| 5 april  | Boston Bruins    | 2   | New York Rangers | 4   |
| 7 april  | New York Rangers | 2   | Boston Bruins    | 4   |
| 8 april  | New York Rangers | 4   | Boston Bruins    | 0   |
| 10 april | Boston Bruins    | 3   | New York Rangers | 6   |

New York Rangers vann kvartsfinalserien med 4-1 i matcher
Chicago Black Hawks vs. St Louis Blues
| Datum    | Hemma               | Mål | Borta               | Mål |
| -------- | ------------------- | --- | ------------------- | --- |
| 4 april  | Chicago Black Hawks | 7   | St Louis Blues      | 1   |
| 5 april  | Chicago Black Hawks | 1   | St Louis Blues      | 0   |
| 7 april  | St Louis Blues      | 2   | Chicago Black Hawks | 5   |
| 8 april  | St Louis Blues      | 5   | Chicago Black Hawks | 3   |
| 10 april | Chicago Black Hawks | 6   | St Louis Blues      | 1   |

Chicago Black Hawks vann kvartsfinalserien med 4-1 i matcher
Philadelphia Flyers vs. Minnesota North Stars
| Datum    | Hemma                 | Mål | Borta                 | Mål | Not      |
| -------- | --------------------- | --- | --------------------- | --- | -------- |
| 4 april  | Philadelphia Flyers   | 0   | Minnesota North Stars | 3   |          |
| 5 april  | Philadelphia Flyers   | 4   | Minnesota North Stars | 1   |          |
| 7 april  | Minnesota North Stars | 5   | Philadelphia Flyers   | 0   |          |
| 8 april  | Minnesota North Stars | 0   | Philadelphia Flyers   | 3   |          |
| 10 april | Philadelphia Flyers   | 3   | Minnesota North Stars | 2   | SD 08:35 |
| 12 april | Minnesota North Stars | 1   | Philadelphia Flyers   | 4   |          |

Philadelphia Flyers vann kvartsfinalserien med 4-2 i matcher
Semifinaler
Montreal Canadiens vs. Philadelphia Flyers
| Datum    | Hemma               | Mål | Borta               | Mål | Not      |
| -------- | ------------------- | --- | ------------------- | --- | -------- |
| 18 april | Montreal Canadiens  | 4   | Philadelphia Flyers | 5   | SD 02:56 |
| 20 april | Montreal Canadiens  | 4   | Philadelphia Flyers | 3   | SD 06:45 |
| 23 april | Philadelphia Flyers | 1   | Montreal Canadiens  | 2   |          |
| 25 april | Philadelphia Flyers | 1   | Montreal Canadiens  | 4   |          |
| 20 april | Montreal Canadiens  | 5   | Philadelphia Flyers | 3   |          |

Montreal Canadiens vann semifinalserien med 4-1 i matcher
Chicago Black Hawks vs. New York Rangers
| Datum    | Hemma               | Mål | Borta               | Mål |
| -------- | ------------------- | --- | ------------------- | --- |
| 12 april | Chicago Black Hawks | 1   | New York Rangers    | 4   |
| 15 april | Chicago Black Hawks | 5   | New York Rangers    | 4   |
| 17 april | New York Rangers    | 1   | Chicago Black Hawks | 2   |
| 19 april | 'New York Rangers   | 1   | Chicago Black Hawks | 3   |
| 24 april | Chicago Black Hawks | 4   | New York Rangers    | 1   |

Chicago Black Hawks vann semifinalserien med 4-1 i matcher

## Stanley Cup-final
Montreal Canadiens vs. Chicago Black Hawks
| Datum    | Hemma               | Mål | Borta               | Mål | Arena                    |
| -------- | ------------------- | --- | ------------------- | --- | ------------------------ |
| 29 april | Montreal Canadiens  | 8   | Chicago Black Hawks | 3   | Forum, Montreal          |
| 1 maj    | Montreal Canadiens  | 4   | Chicago Black Hawks | 1   | Forum, Montreal          |
| 3 maj    | Chicago Black Hawks | 7   | Montreal Canadiens  | 4   | Chicago Stadium, Chicago |
| 6 maj    | Chicago Black Hawks | 0   | Montreal Canadiens  | 4   | Chicago Stadium, Chicago |
| 8 maj    | Montreal Canadiens  | 7   | Chicago Black Hawks | 8   | Forum, Montreal          |
| 10 maj   | Chicago Black Hawks | 4   | Montreal Canadiens  | 6   | Chicago Stadium, Chicago |

Montreal Canadiens vann finalserien med 4-2 i matcher

## NHL awards
| 1972–73 NHL awards              | 1972–73 NHL awards                     |
| ------------------------------- | -------------------------------------- |
| Prince of Wales Trophy:         | Montreal Canadiens                     |
| Clarence S. Campbell Bowl:      | Chicago Black Hawks                    |
| Art Ross Memorial Trophy:       | Phil Esposito, Boston Bruins           |
| Bill Masterton Memorial Trophy: | Lowell MacDonald, Pittsburgh Penguins  |
| Calder Memorial Trophy:         | Steve Vickers, New York Rangers        |
| Conn Smythe Trophy:             | Yvan Cournoyer, Montreal Canadiens     |
| Hart Memorial Trophy:           | Bobby Clarke, Philadelphia Flyers      |
| James Norris Memorial Trophy:   | Bobby Orr, Boston Bruins               |
| Lady Byng Memorial Trophy:      | Gilbert Perreault, Buffalo Sabres      |
| Lester B. Pearson Award:        | Phil Esposito, Boston Bruins           |
| NHL Plus/Minus Award:           | Jacques Laperrière, Montreal Canadiens |
| Vezina Trophy:                  | Ken Dryden, Montreal Canadiens         |
| Lester Patrick Trophy:          | Walter L. Bush, Jr.                    |

## All-Star
| Första laget                        | Position | Andra laget                        |
| ----------------------------------- | -------- | ---------------------------------- |
| Ken Dryden, Montreal Canadiens      | M        | Tony Esposito, Chicago Black Hawks |
| Bobby Orr, Boston Bruins            | B        | Brad Park, New York Rangers        |
| Guy Lapointe, Montreal Canadiens    | B        | Bill White, Chicago Black Hawks    |
| Phil Esposito, Boston Bruins        | C        | Bobby Clarke, Philadelphia Flyers  |
| Mickey Redmond, Detroit Red Wings   | HF       | Yvan Cournoyer, Montreal Canadiens |
| Frank Mahovlich, Montreal Canadiens | VF       | Dennis Hull, Chicago Black Hawks   |